# Blaženka Košmelj
Blaženka Košmelj, slovenska ekonomistka in statističarka, * 27. januar 1925, Brestanica, † 2017.
Diplomirala je leta 1949 na Ekonomski fakulteti v Zagrebu in doktorirala leta 1965 na Ekonomski fakulteti v Ljubljani. Prva leta po diplomi je bila zaposlena v državni upravi, od leta 1958 pa je predavala statistiko na ljubljanski ekonomski fakulteti, od 1972 kot izredna in od 1978 kot redna profesorica. V raziskovalnem delu se je posvetila statistični metodologiji, zlasti analizam družboslovnih in družbenoekonomskih pojavov, pri slednjem je v začetku preučevala  optimizacijo zalog, nato pa statistično analizo odločitev, zlasti poslovnih. V razpravah je nakazala korelacijo med ekonomičnimi merili podjetnika pri sprejemanju odločitev in rezultati statistične analize kot eni od možnih, vendar zelo pomembnih opor pri sprejemanju odločitev. Leta 1981 je prevzela urejanje in vodenje dela za sestavo slovenske statistične terminologije je pa tudi avtorica več statističnih učbenikov.  Prof. dr. Blaženka Košmelj je prejela jugoslovansko odlikovanje red dela z zlatim vencem, 2001 pa je bila imenovana za zaslužno profesorico Univerze v Ljubljani. Njena bibliografija obsega 103 zapise.

## Izbrana bibliografija
- Statistični terminološki slovar (COBISS)
- Statistično sklepanje (COBISS)
- Analiza odvisnosti za vzorčne podatke (COBISS)
- Razvoj gospodarstva in mednarodne menjave Slovenije in Jugoslavije (COBISS)
- Statistične metode pri poslovnih odločitvah (COBISS)